# Світова серія з тріатлону 2011
У 2011 році пройшов третій сезон світової серії з тріатлону. Вона проводилася під егідою Міжнародної федерації тріатлону з 9 квітня по 11 весесня 2011 року. Планувалося провести вісім етапів, але через землетрус і цунамі, змагання в Йокогамі були перенесені і відбулися вже після проведення гранд-фіналу. Результати японського туру були враховані в наступному розіграші світової серії. Вперше у рамках серії відбувся чемпіонат світу з спринту . Чемпіонами світу стали британські спортсмени Гелен Єнкінс і Алістер Браунлі.

## Нарахування
Таблиця, що відображає нарахування балів за відповідні місця на кожному етапі серії:
| Місце | Гранд-фінал | Етапи серії |
| ----- | ----------- | ----------- |
| 1     | 1200        | 800         |
| 2     | 1110        | 740         |
| 3     | 1027        | 685         |
| 4     | 950         | 633         |
| 5     | 879         | 586         |
| 6     | 813         | 542         |
| 7     | 752         | 501         |
| 8     | 695         | 464         |
| 9     | 643         | 429         |
| 10    | 595         | 397         |

Джерело:
Таблиця, що відображає грошові винагороди за відповідні місця на кожному етапі серії:
| Місце | Етапи серії | Гранд-фінал | Бонус   |
| ----- | ----------- | ----------- | ------- |
| 1     | $18,000     | $30,000     | $55,000 |
| 2     | $13,000     | $22,000     | $42,000 |
| 3     | $9,500      | $16,000     | $30,000 |
| 4     | $7,000      | $12,000     | $20,000 |
| 5     | $5,300      | $9,300      | $16,000 |
| 6     | $4,300      | $7,500      | $12,000 |
| 7     | $3,600      | $6,000      | $10,000 |
| 8     | $3,000      | $4,800      | $8,000  |
| 9     | $2,500      | $3,800      | $7,500  |
| 10    | $2,100      | $3,200      | $7,000  |

Джерело:

## Календар
| Дата          | Місце знаходження | Дистанція     |
| ------------- | ----------------- | ------------- |
| 9–10 квітня   | Сідней            | Олімпійська   |
| 14 травня     | Йокогама          | Олімпійська   |
| 4–5 червня    | Мадрид            | Олімпійська   |
| 18–19 червня  | Кіцбюель          | Олімпійська   |
| 16–17 липня   | Гамбург           | Олімпійська   |
| 6–7 серпня    | Лондон            | Олімпійська   |
| 20–21 серпня  | Лозанна           | Спринт        |
| 10–11 вересня | Пекін             | Великий фінал |

## Результати

### Чоловіки
| Місто    | Золото                 | Срібло                    | Бронза                 |
| -------- | ---------------------- | ------------------------- | ---------------------- |
| Сідней   | Хав'єр Гомес (ESP)     | Джонатан Браунлі (GBR)    | Свен Рідерер (SUI)     |
| Мадрид   | Алістер Браунлі (GBR)  | Джонатан Браунлі (GBR)    | Хав'єр Гомес (ESP)     |
| Кіцбюель | Алістер Браунлі (GBR)  | Олександр Брюханков (RUS) | Свен Рідерер (SUI)     |
| Гамбург  | Бред Калефельдт (AUS)  | Вілл Кларк (GBR)          | Давид Осс (FRA)        |
| Лондон   | Алістер Браунлі (GBR)  | Олександр Брюханков (RUS) | Джонатан Браунлі (GBR) |
| Лозанна  | Джонатан Браунлі (GBR) | Хав'єр Гомес (ESP)        | Алістер Браунлі (GBR)  |
| Пекін    | Алістер Браунлі (GBR)  | Свен Рідерер (SUI)        | Джонатан Браунлі (GBR) |
| Підсумок | Алістер Браунлі (GBR)  | Джонатан Браунлі (GBR)    | Хав'єр Гомес (ESP)     |

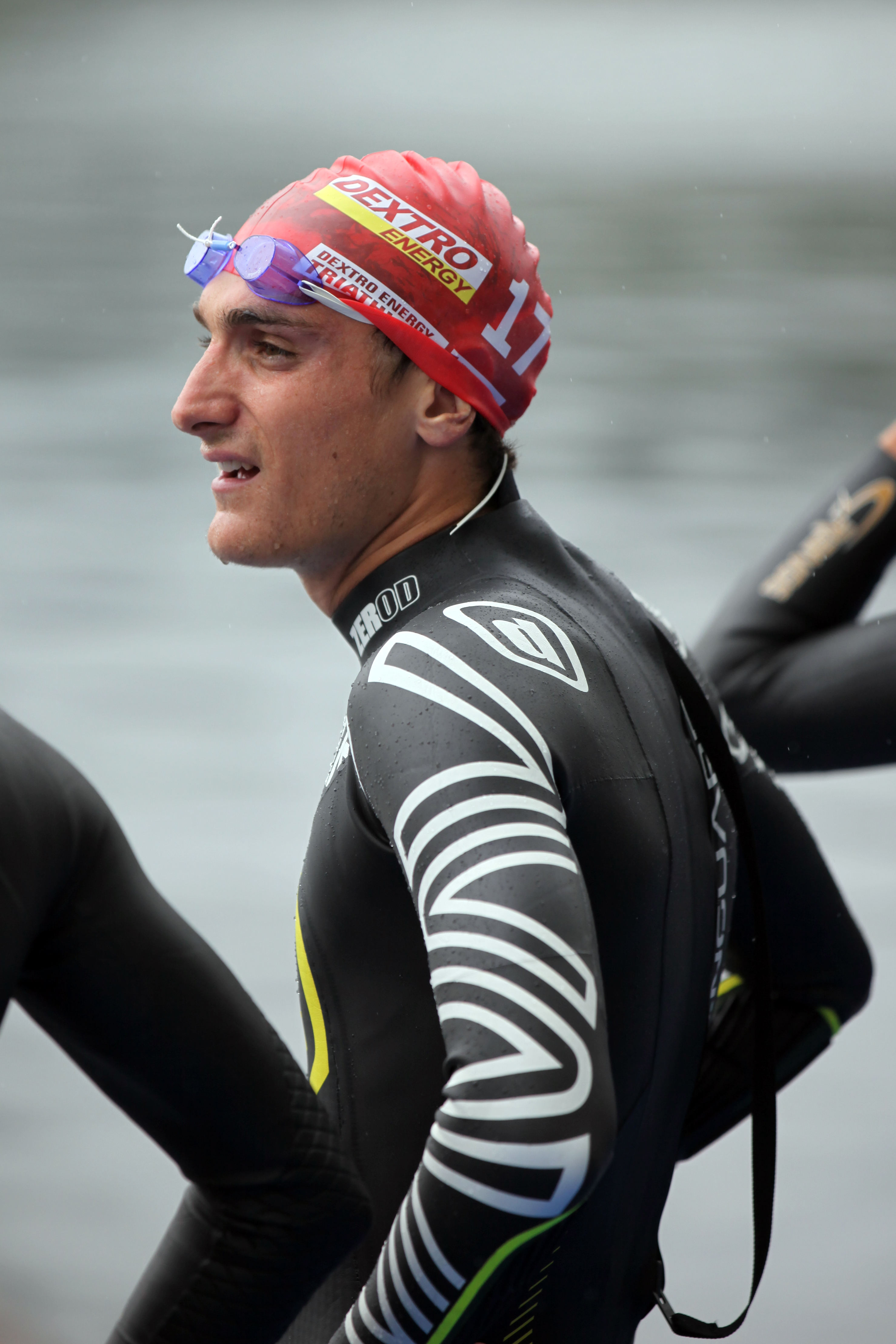
Лорен Відаль
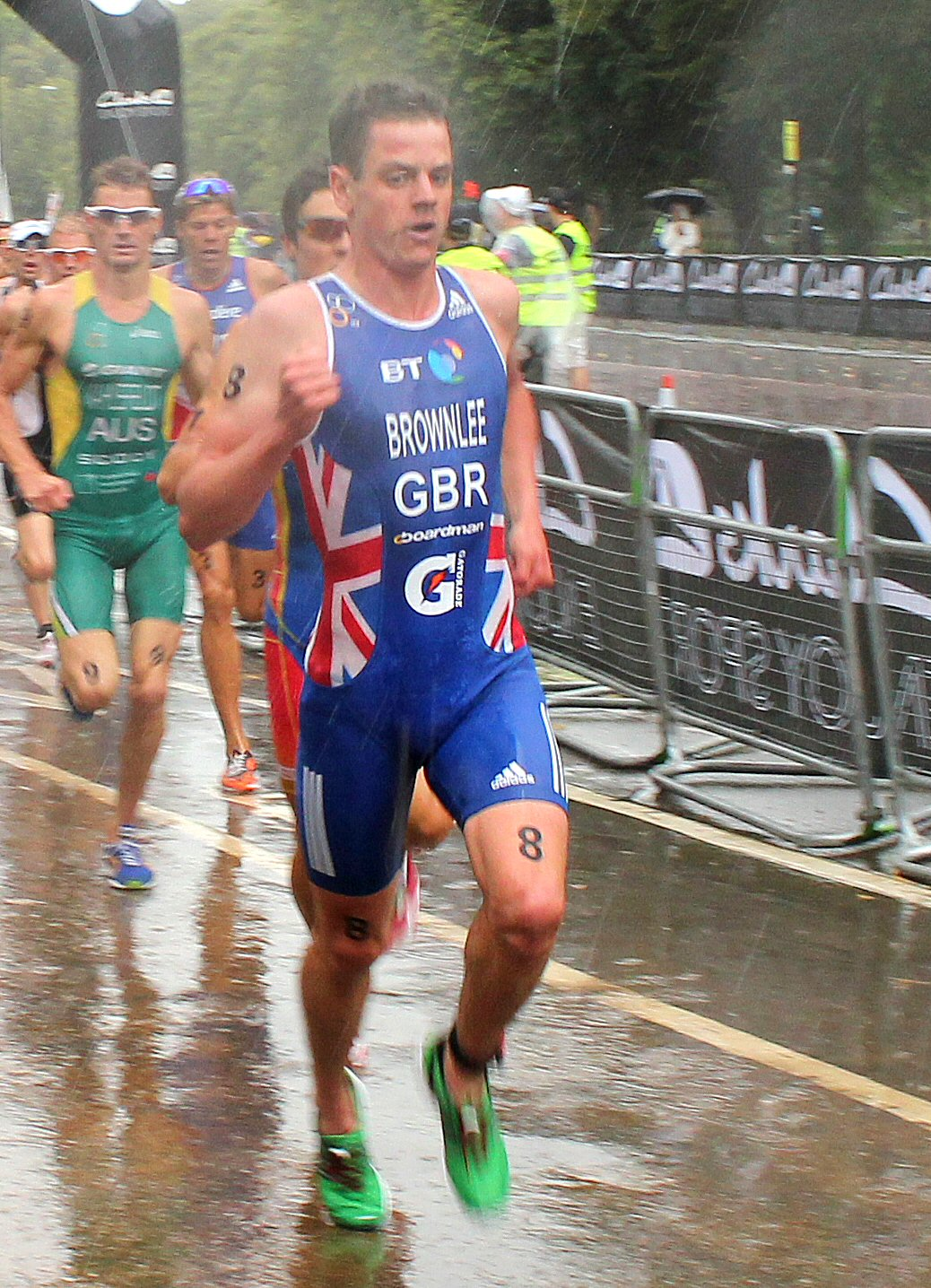
Джонатан Браунлі
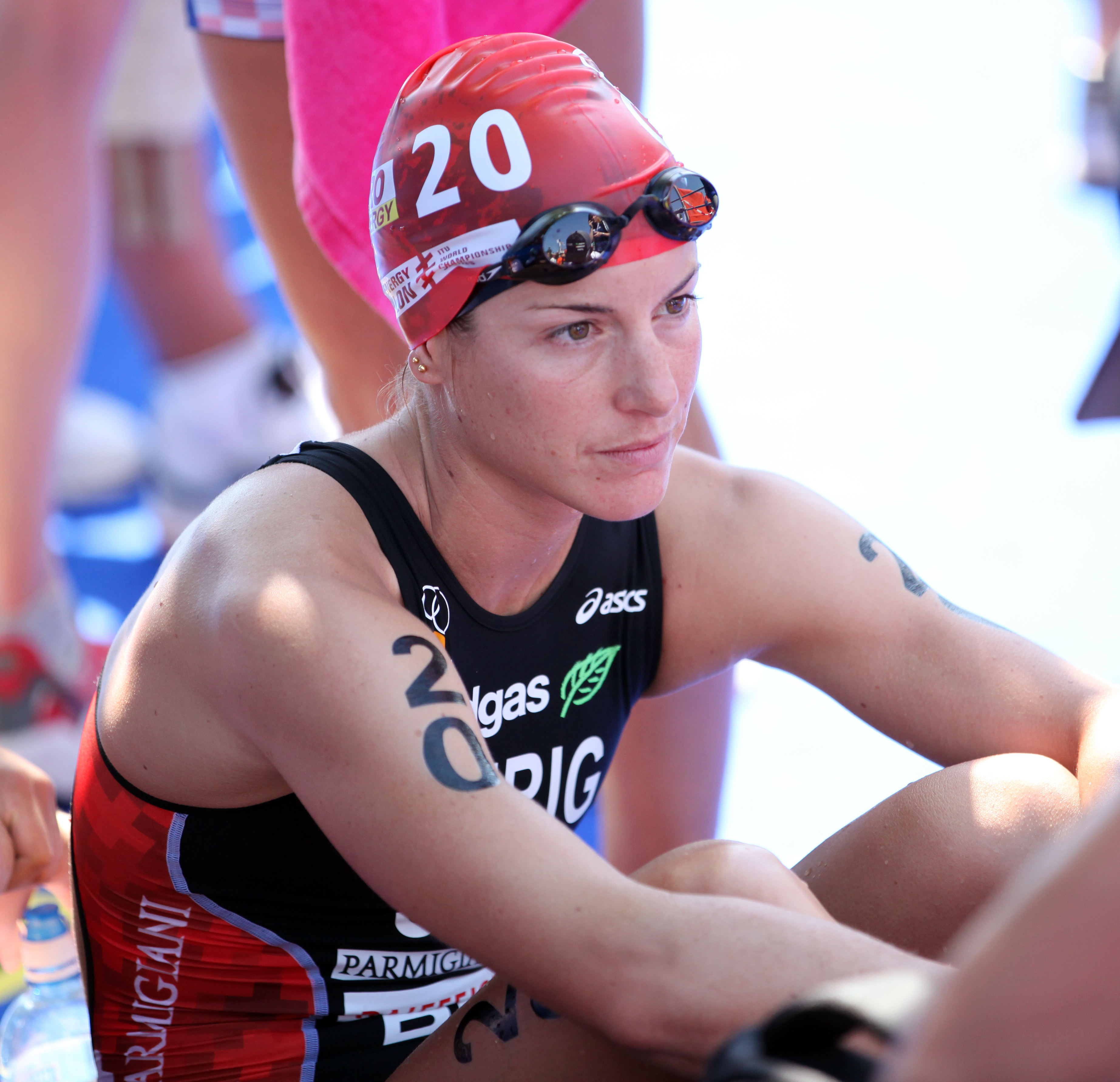
Нікола Шпіріг

### Жінки

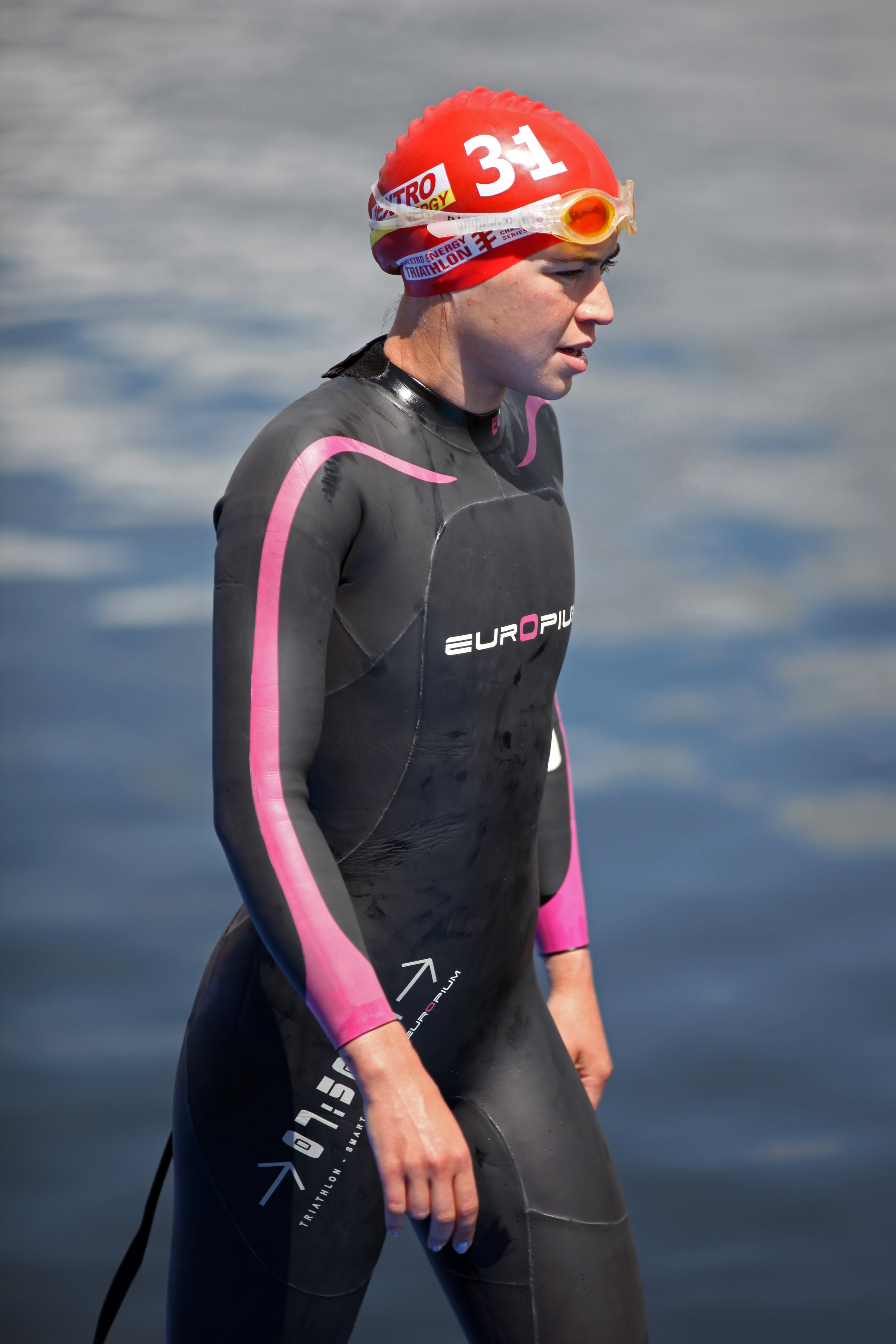
Юлія Єлістратова
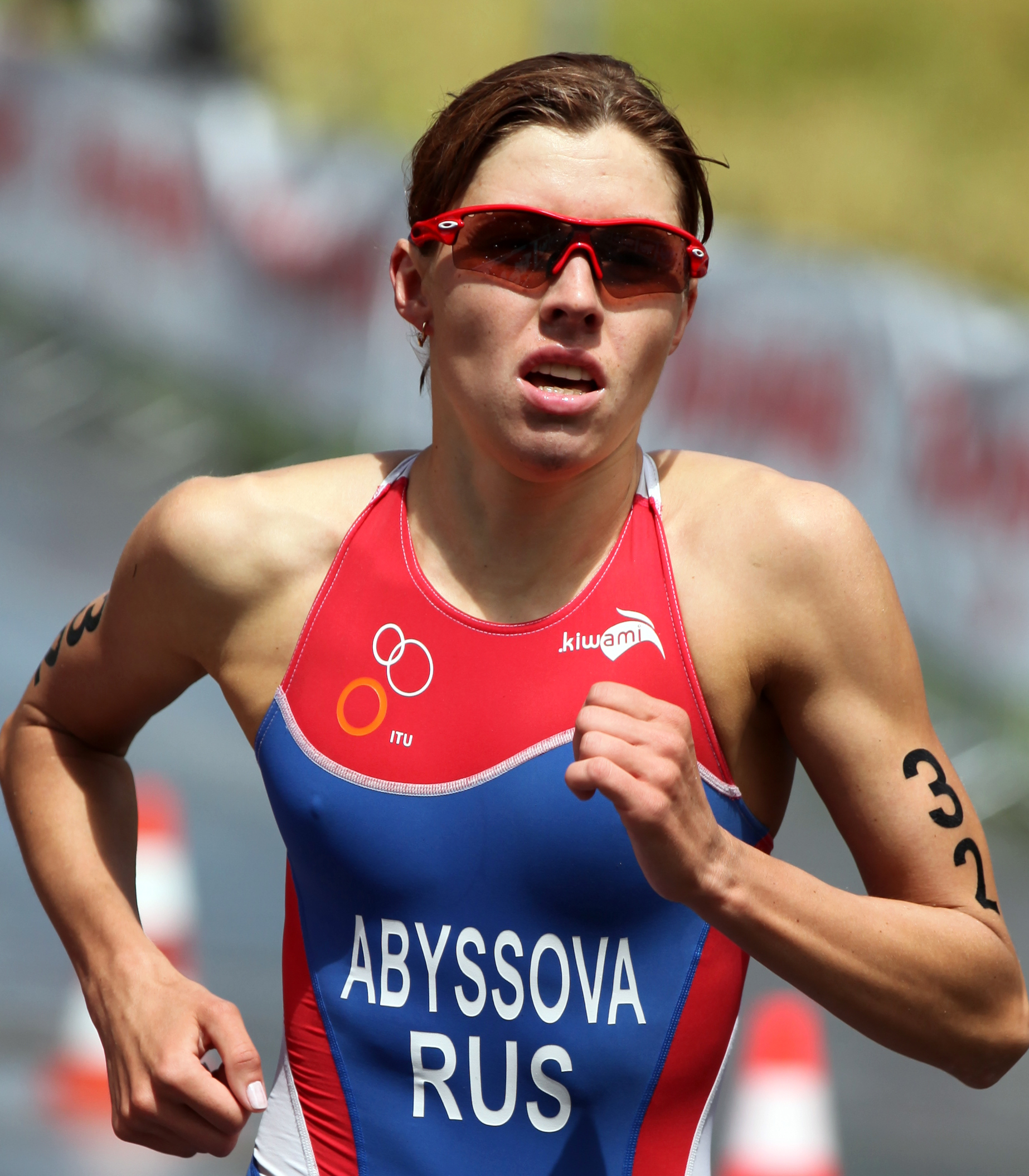
Ірина Абисова
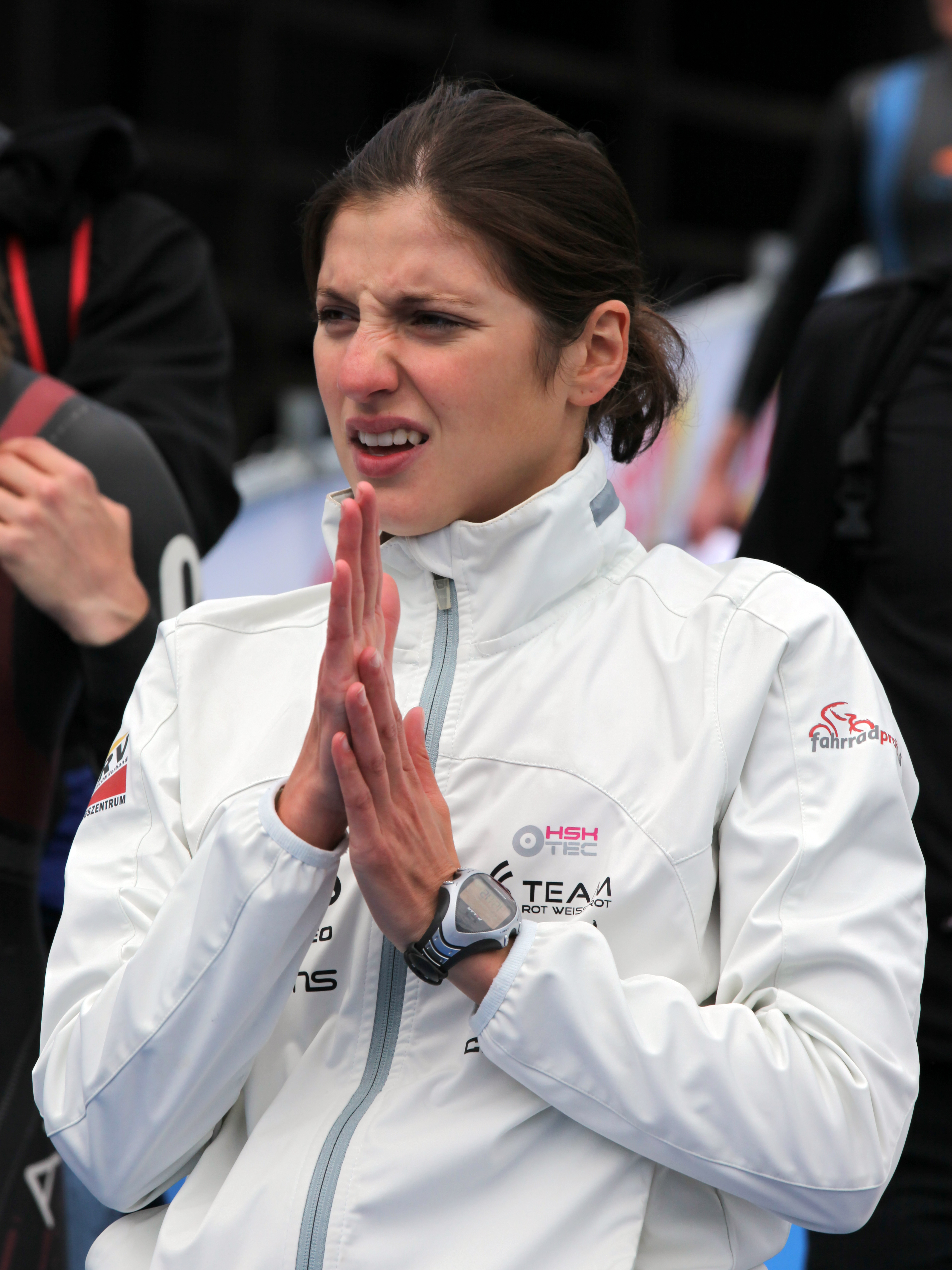
Ліза Пертерер

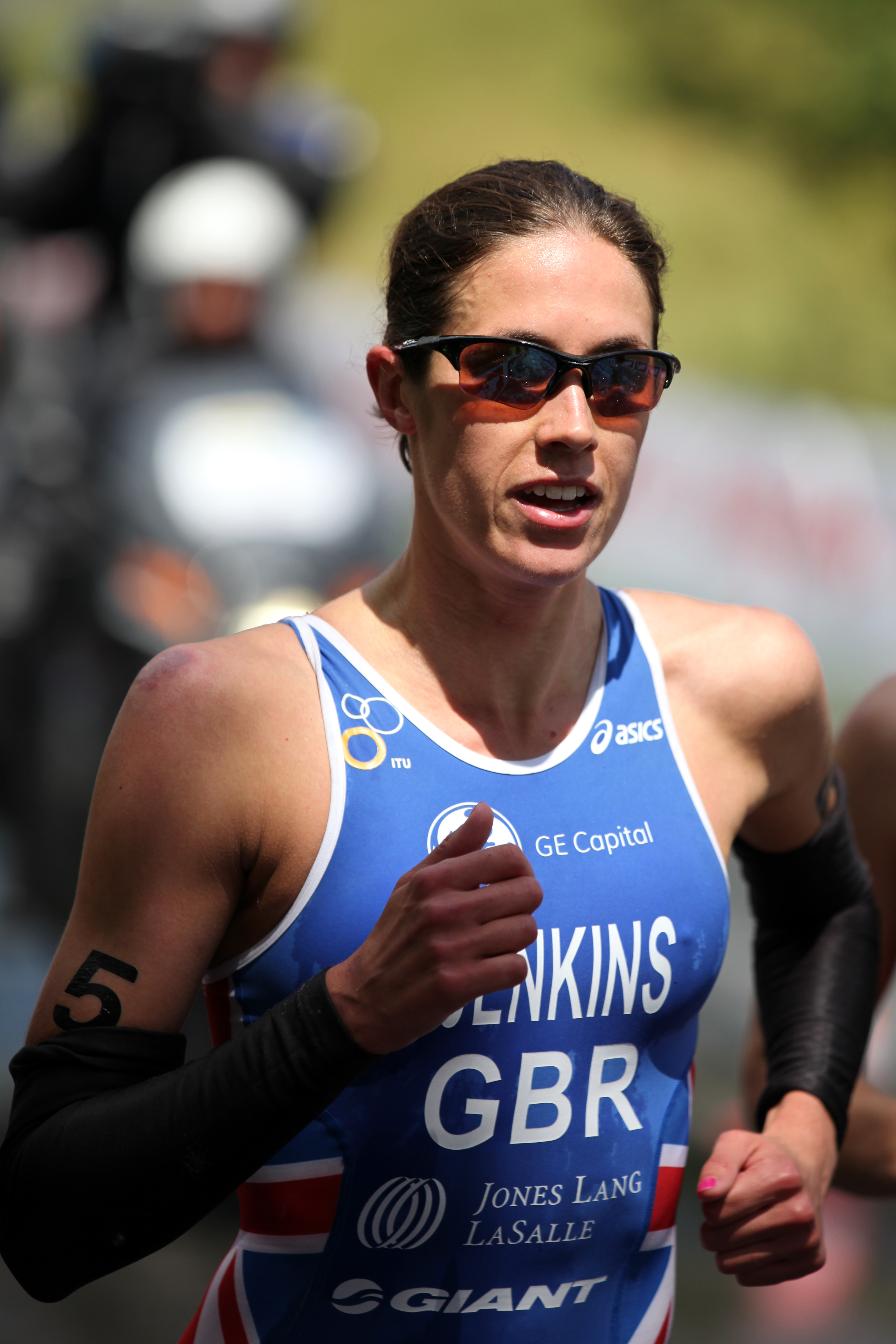
Гелен Дженкінс
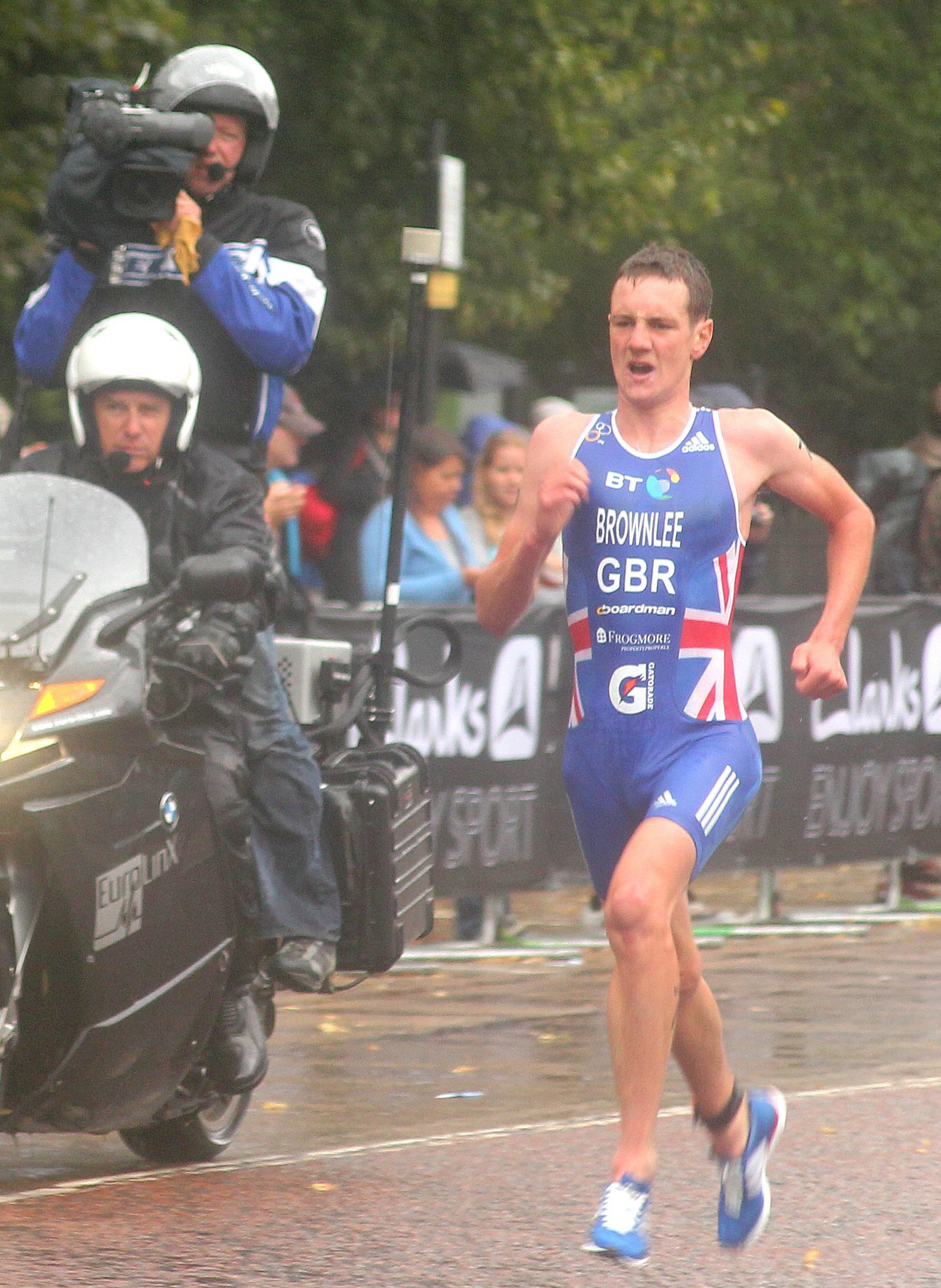
Алістер Браунлі
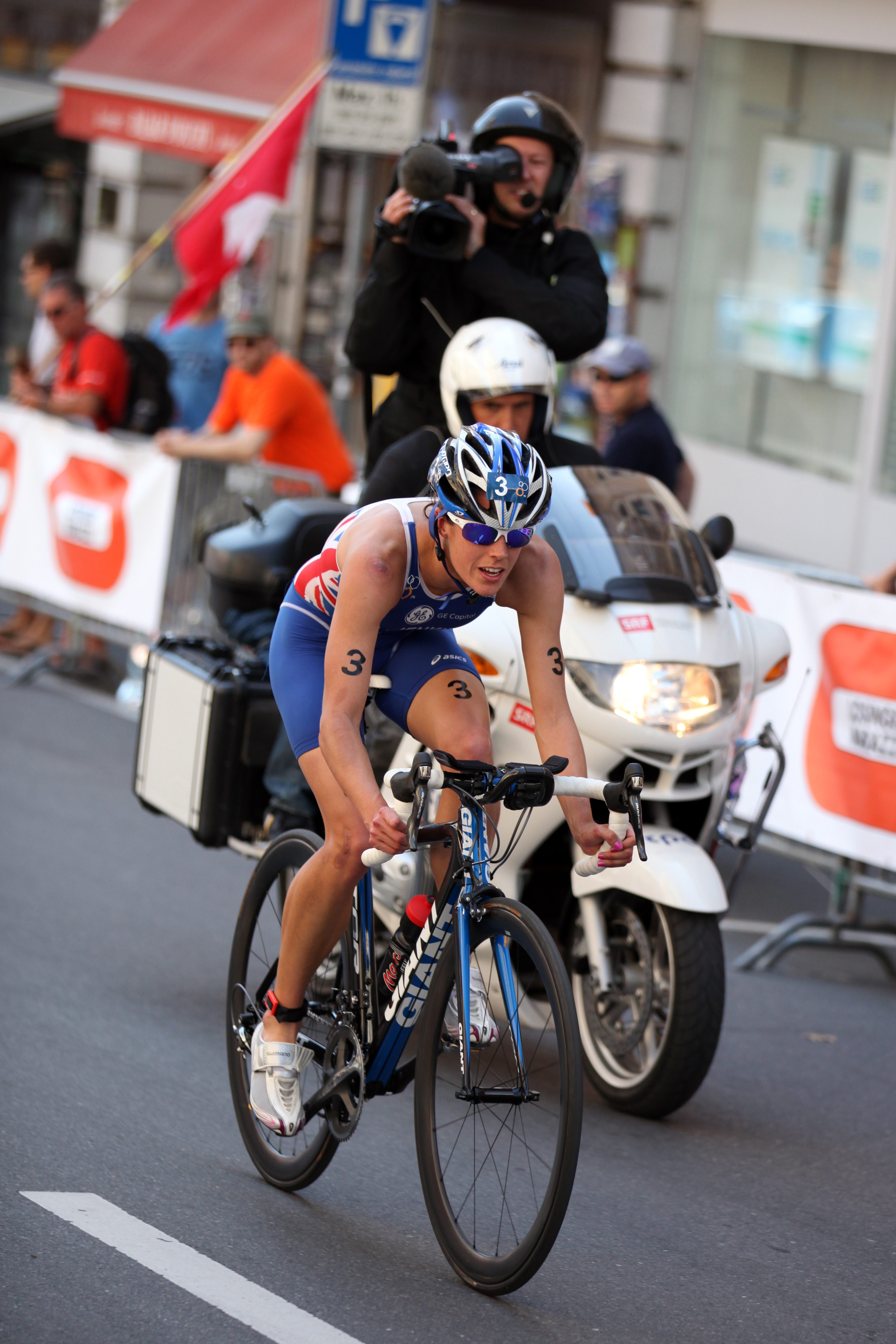
Гелен Дженкінс

| Місто    | Золото                     | Срібло                     | Бронза                |
| -------- | -------------------------- | -------------------------- | --------------------- |
| Сідней   | Пола Фіндлей (CAN)         | Барбара Ріверос Діас (CHI) | Андреа Г'юїтт (NZL)   |
| Мадрид   | Пола Фіндлей (CAN)         | Гелен Дженкінс (GBR)       | Еммі Карайрон (FRA)   |
| Кіцбюель | Пола Фіндлей (CAN)         | Гелен Дженкінс (GBR)       | Сара Грофф (USA)      |
| Гамбург  | Емма Моффатт (AUS)         | Емма Джексон (AUS)         | Емма Сноусілл (AUS)   |
| Лондон   | Гелен Дженкінс (GBR)       | Гвен Йоргенсен (USA)       | Аня Діттмер (GER)     |
| Лозанна  | Барбара Ріверос Діас (CHI) | Емма Джексон (AUS)         | Андреа Г'юїтт (NZL)   |
| Пекін    | Андреа Г'юїтт (NZL)        | Гелен Дженкінс (GBR)       | Мелані Аннагайм (SUI) |
| Підсумок | Гелен Дженкінс (GBR)       | Андреа Г'юїтт (NZL)        | Сара Грофф (USA)      |

| Місце | Тріатлоніст               | Набрані очки |
| ----- | ------------------------- | ------------ |
|       | Алістер Браунлі (GBR)     | 4285         |
|       | Джонатан Браунлі (GBR)    | 3992         |
|       | Хав'єр Гомес (ESP)        | 3671         |
| 4     | Свен Рідерер (SUI)        | 3306         |
| 5     | Олександр Брюханков (RUS) | 3208         |
| 6     | Давид Осс (FRA)           | 3157         |
| 7     | Лоран Відаль (FRA)        | 2844         |
| 8     | Дмитро Полянський (RUS)   | 2764         |
| 9     | Вілл Кларк (GBR)          | 2495         |
| 10    | Бред Калефельдт (AUS)     | 2217         |
| 11    | Венсан Луї (FRA)          | 1998         |
| 12    | Йонатан Ципф (GER)        | 1981         |
| 13    | Жуан Сілва (POR)          | 1854         |
| 14    | Майк Петцольд (GER)       | 1838         |
| 15    | Штеффен Юстус (GER)       | 1639         |
| 16    | Бівен Докерті (NZL)       | 1474         |
| 17    | Брендан Секстон (AUS)     | 1459         |
| 18    | Раян Сіссонс (NZL)        | 1425         |
| 19    | Тім Дон (GBR)             | 1382         |
| 20    | Алессандро Фабіан (ITA)   | 1309         |
|       |                           |              |
| 64    | Данило Сапунов (UKR)      | 392          |
| 87    | Ростислав Пєвцов (UKR)    | 205          |
| 144   | Олексій Сюткін (UKR)      | 31           |

| Місце | Тріатлоністка              | Набрані очки |
| ----- | -------------------------- | ------------ |
|       | Гелен Дженкінс (GBR)       | 4023         |
|       | Андреа Г'юїтт (NZL)        | 3836         |
|       | Сара Грофф (USA)           | 2783         |
| 4     | Емма Джексон (AUS)         | 2760         |
| 5     | Барбара Ріверос Діас (CHI) | 2754         |
| 6     | Пола Фіндлей (CAN)         | 2637         |
| 7     | Емма Моффатт (AUS)         | 2611         |
| 8     | Лора Беннетт (USA)         | 2560         |
| 9     | Ліза Нурден (SWE)          | 2265         |
| 10    | Мелані Аннагайм (SUI)      | 1950         |
| 11    | Свеня Базлен (GER)         | 1802         |
| 11    | Гвен Йоргенсен (USA)       | 1802         |
| 13    | Емма Сноусілл (AUS)        | 1784         |
| 14    | Айнгоа Муруа (ESP)         | 1755         |
| 15    | Еммі Карайрон (FRA)        | 1717         |
| 16    | Ай Уеда (JPN)              | 1695         |
| 17    | Кейт Макілрой (NZL)        | 1694         |
| 18    | Джессіка Гаррісон (FRA)    | 1639         |
| 19    | Нікола Шпіріг (SUI)        | 1602         |
| 20    | Аня Діттмер (GER)          | 1578         |
|       |                            |              |
| 69    | Юлія Єлістратова (UKR)     | 325          |

| Місце | Тріатлоніст               | Набрані очки |
| ----- | ------------------------- | ------------ |
|       | Алістер Браунлі (GBR)     | 4285         |
|       | Джонатан Браунлі (GBR)    | 3992         |
|       | Хав'єр Гомес (ESP)        | 3671         |
| 4     | Свен Рідерер (SUI)        | 3306         |
| 5     | Олександр Брюханков (RUS) | 3208         |
| 6     | Давид Осс (FRA)           | 3157         |
| 7     | Лоран Відаль (FRA)        | 2844         |
| 8     | Дмитро Полянський (RUS)   | 2764         |
| 9     | Вілл Кларк (GBR)          | 2495         |
| 10    | Бред Калефельдт (AUS)     | 2217         |
| 11    | Венсан Луї (FRA)          | 1998         |
| 12    | Йонатан Ципф (GER)        | 1981         |
| 13    | Жуан Сілва (POR)          | 1854         |
| 14    | Майк Петцольд (GER)       | 1838         |
| 15    | Штеффен Юстус (GER)       | 1639         |
| 16    | Бівен Докерті (NZL)       | 1474         |
| 17    | Брендан Секстон (AUS)     | 1459         |
| 18    | Раян Сіссонс (NZL)        | 1425         |
| 19    | Тім Дон (GBR)             | 1382         |
| 20    | Алессандро Фабіан (ITA)   | 1309         |
|       |                           |              |
| 64    | Данило Сапунов (UKR)      | 392          |
| 87    | Ростислав Пєвцов (UKR)    | 205          |
| 144   | Олексій Сюткін (UKR)      | 31           |

| Місце | Тріатлоністка              | Набрані очки |
| ----- | -------------------------- | ------------ |
|       | Гелен Дженкінс (GBR)       | 4023         |
|       | Андреа Г'юїтт (NZL)        | 3836         |
|       | Сара Грофф (USA)           | 2783         |
| 4     | Емма Джексон (AUS)         | 2760         |
| 5     | Барбара Ріверос Діас (CHI) | 2754         |
| 6     | Пола Фіндлей (CAN)         | 2637         |
| 7     | Емма Моффатт (AUS)         | 2611         |
| 8     | Лора Беннетт (USA)         | 2560         |
| 9     | Ліза Нурден (SWE)          | 2265         |
| 10    | Мелані Аннагайм (SUI)      | 1950         |
| 11    | Свеня Базлен (GER)         | 1802         |
| 11    | Гвен Йоргенсен (USA)       | 1802         |
| 13    | Емма Сноусілл (AUS)        | 1784         |
| 14    | Айнгоа Муруа (ESP)         | 1755         |
| 15    | Еммі Карайрон (FRA)        | 1717         |
| 16    | Ай Уеда (JPN)              | 1695         |
| 17    | Кейт Макілрой (NZL)        | 1694         |
| 18    | Джессіка Гаррісон (FRA)    | 1639         |
| 19    | Нікола Шпіріг (SUI)        | 1602         |
| 20    | Аня Діттмер (GER)          | 1578         |
|       |                            |              |
| 69    | Юлія Єлістратова (UKR)     | 325          |